# Provincia di Taranto
La provincia di Taranto è una provincia italiana della Puglia meridionale di 548 504 abitanti.
Istituita nel 1923 in seguito allo scorporo dell'antica Terra d'Otranto, è la quarta provincia pugliese per popolazione.
Affacciata a sud sul mar Ionio, confina a ovest con la provincia di Matera (regione Basilicata), a nord con la città metropolitana di Bari, a est con la provincia di Brindisi e a sud-est con la provincia di Lecce.

## Geografia fisica
La Provincia di Taranto, con un’estensione di 2 467,35 chilometri quadrati, è la quarta per superficie della Regione.
Il territorio è eterogeneo, sia da un punto di vista geografico, che culturale. Parte dell’antica Terra d’Otranto, è in gran parte pianeggiante e per il resto collinare.

### Costa
La provincia ha uno sviluppo costiero pari a 144 chilometri , e si affaccia interamente sull’omonimo golfo, nel Mar jonio. La costa occidentale è quasi del tutto sabbiosa, con importanti sistemi dunali che possono raggiungere anche i 15 metri. Nell’entroterra è presente una vasta pineta dal grande valore naturalistico, essendo una delle più estese formazioni di Pinus Halepensis d’Italia.

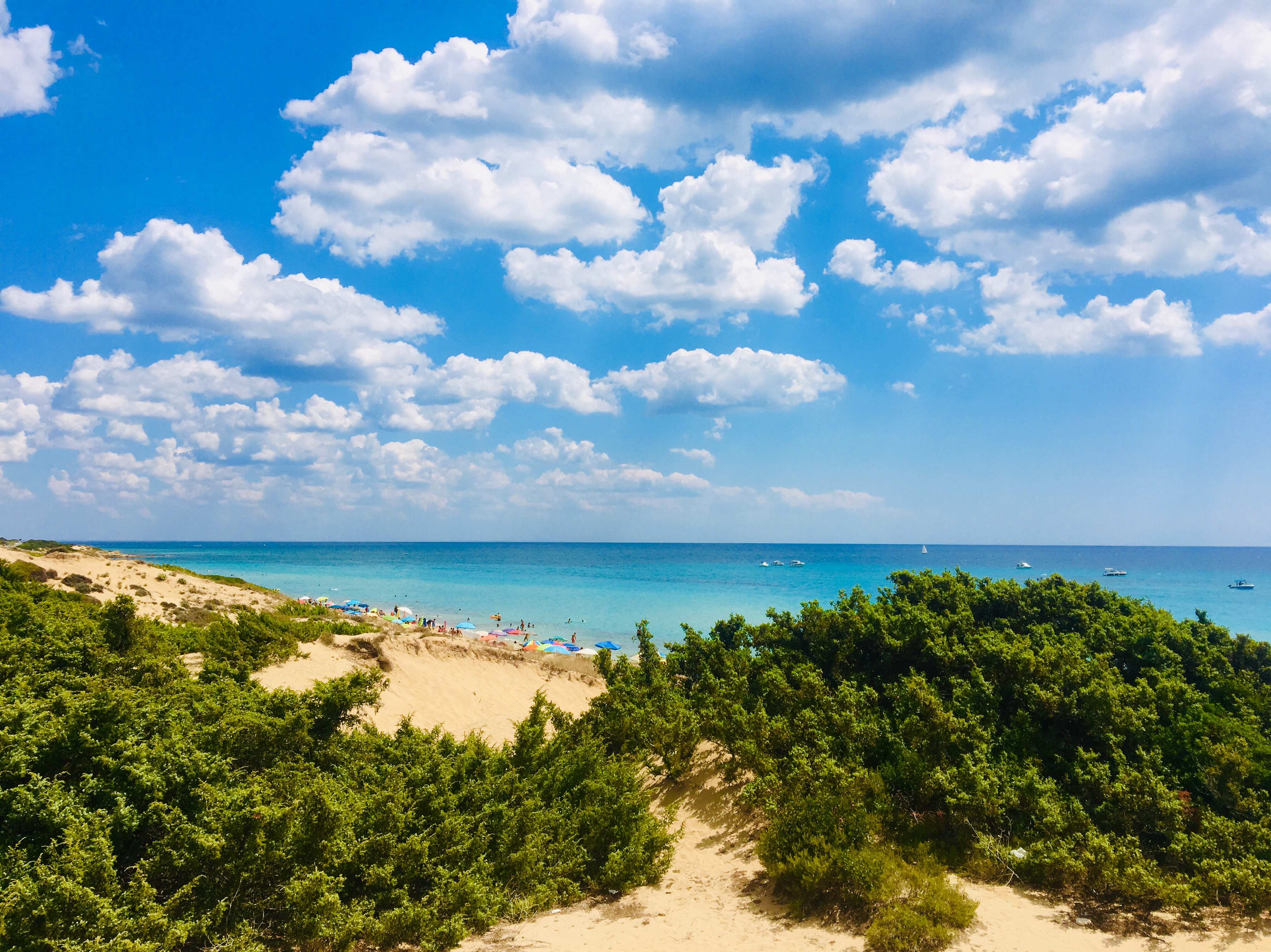
Dune di Campomarino

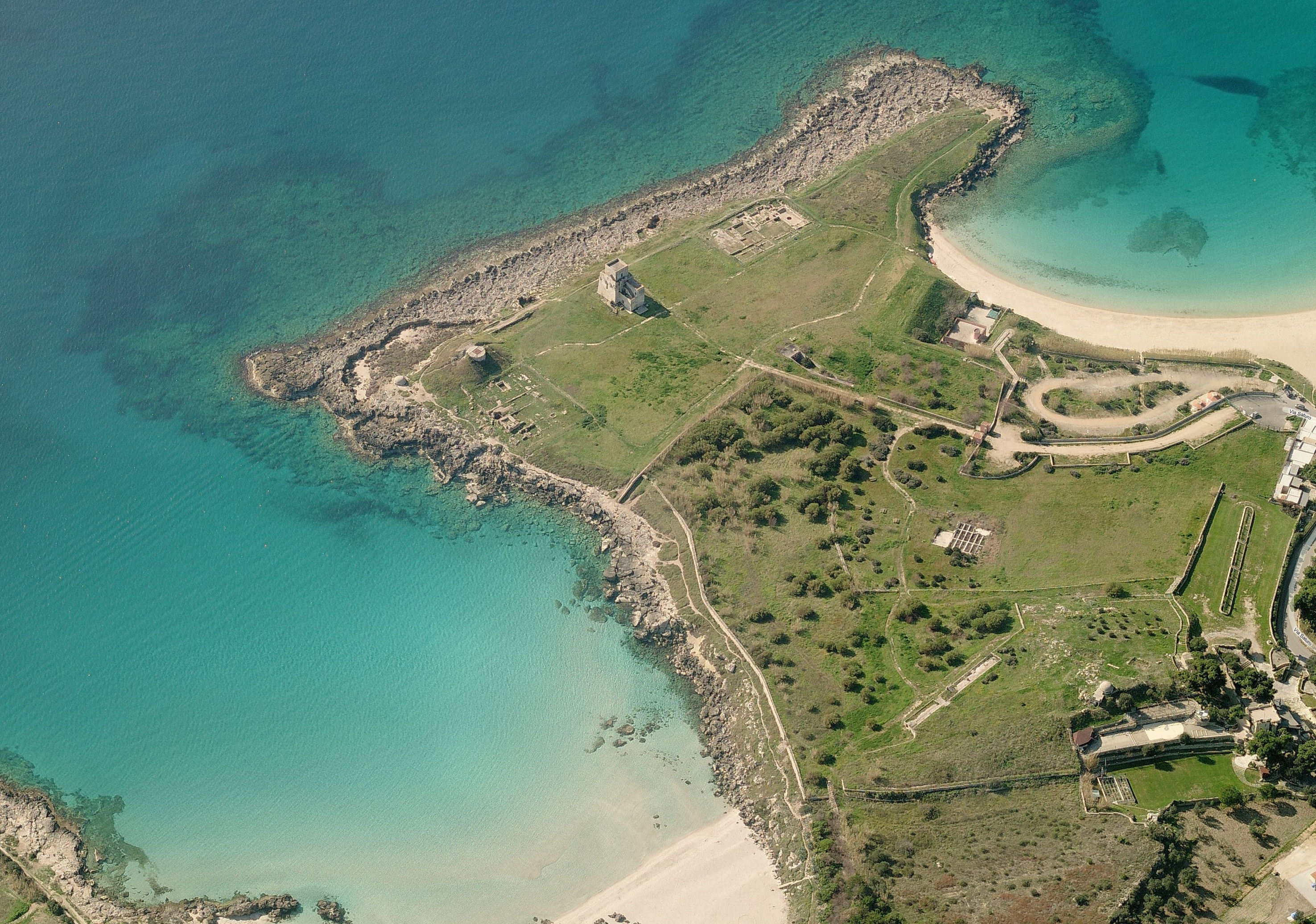
Vista aerea Parco Archeologico di Saturo

La costa viene interrotta dalla città di Taranto, costruita su una penisola che delimita i bacini interni del Mar Piccolo e quello esterno del Mar Grande, delimitato a sua volta dalle Isole Cheradi.
Partendo dal Capo San Vito, inizia la costa orientale, o costa salentina, che nella sua prima parte è rocciosa e frastagliata, interrotta in alcuni punti da una serie di piccole insenature sabbiose e piccole calette costiere. Le più importanti sono quelle di Lido bruno, Baia di Tramontone, Baia di Saturo, Baia di Porto Pirrone, Gandoli, Montedarena e Lido Silvana. Proseguendo verso est, dopo Torre Zozzoli, nell’isola amministrativa del comune di Taranto, la costa prosegue nella forma di vaste insenature e lunghi tratti rettilinei sabbiosi fino a Torre dell’Ovo, nel comune di Maruggio, caratterizzata anche qui da importanti cordoni dunali. Nella tratta fino a San Pietro in Bevagna, caratterizzata da piccole scogliere frastagliate e spiagge sabbiose dove sono presenti nell’omonima località troviamo le dune di Campomarino, un importante sistema dunale che si estende per diversi chilometri. Infine nella zona di San Pietro in Bevagna sfocia il fiume Chidro, una zona umida costiera protetta di 60 ettari circa. Il litorale tarantino termina a Torre Colimena, nel comune di Manduria.

### Territorio
Le pianure si sviluppano a nord parallele alla costa ionica dalla foce del Bradano al confine con la Basilicata fino alla città di Taranto spingendosi a circa 15 chilometri verso l'interno, dove si innalza il modesto altopiano calcareo delle Murge. Si tratta della piana dell'Arco ionico tarantino che altro non è che una continuazione della piana di Metaponto.
La zona sud-orientale della provincia è parte del Salento, ed è caratterizzata da ondulazioni morfologiche più lievi denominate Murge tarantine, prosieguo dell'altopiano murgiano, dove i rilievi non superano i 150 metri. Questi rilievi, superata la soglia messapica, degradano infine nella pianura salentina, compresa nelle province di Taranto, Brindisi e Lecce.

### Orografia

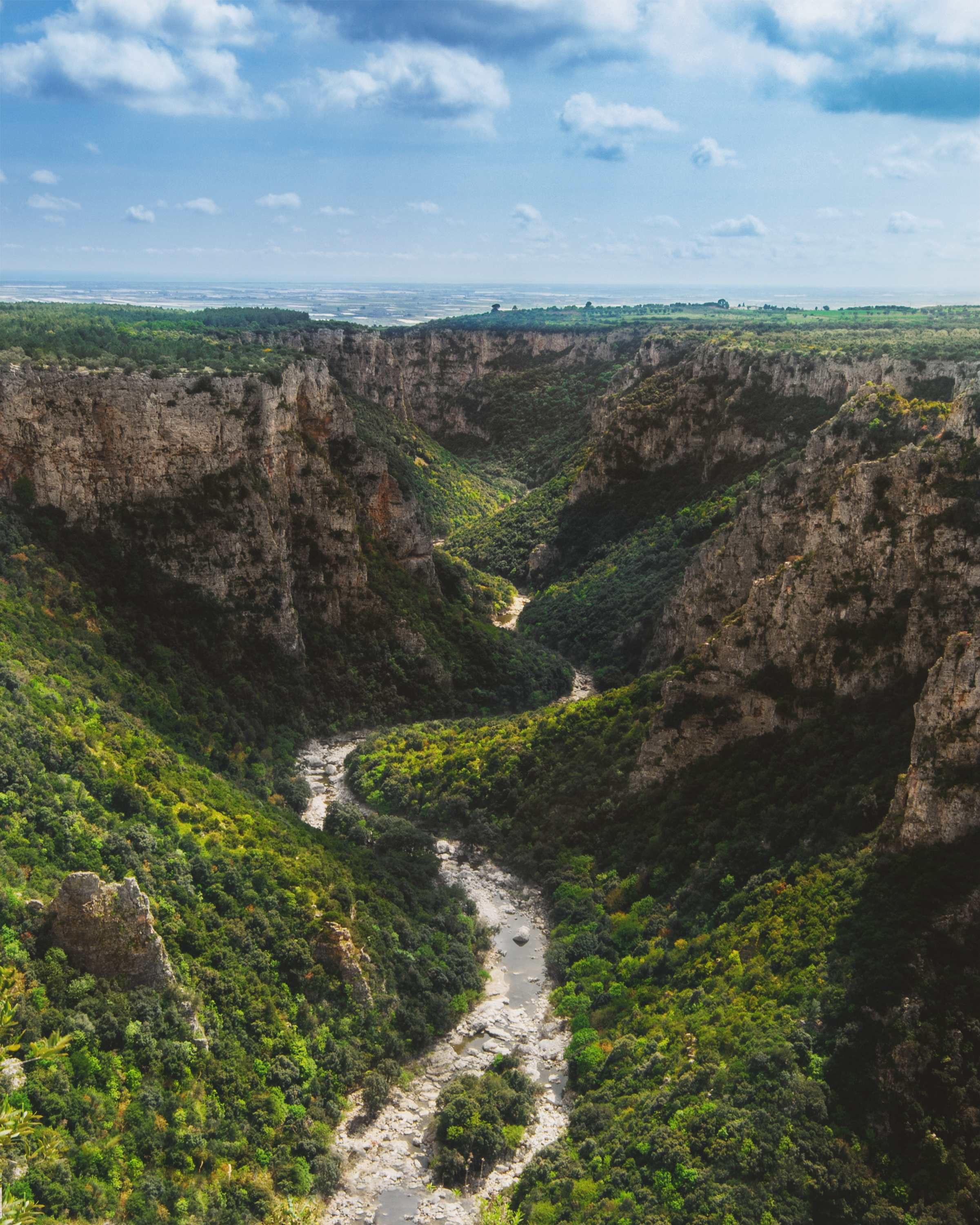
Scorcio della Gravina di Laterza

Il territorio della provincia è caratterizzato da modesti rilievi che talvolta possono superare i 500 metri. Si possono distinguere due principali aree: la porzione centro-occidentale della provincia caratterizzata da rilievi abbastanza elevati e ripidi, che comprende la Valle d’Itria e le Gravine, profonde incisioni di origine erosiva profonde anche più di 100 metri, e la zona centrale e orientale, caratterizzata da rilievi denominati serre, assai più modesti che degradano dolcemente verso la pianura salentina, dopo la Soglia messapica.
I rilievi più alti si riscontrano nel territorio di Martina Franca, con il Monte Sorresso che raggiunge i 524 m s.l.m., mentre altri superano abbondantemente anche i 400 m s.l.m.
Modesti i rilievi nella zona delle serre, ad est, con la Serra di Sant’Elia, nel comune di Roccaforzata, che raggiunge i 145 m s.l.m.

### Idrografia

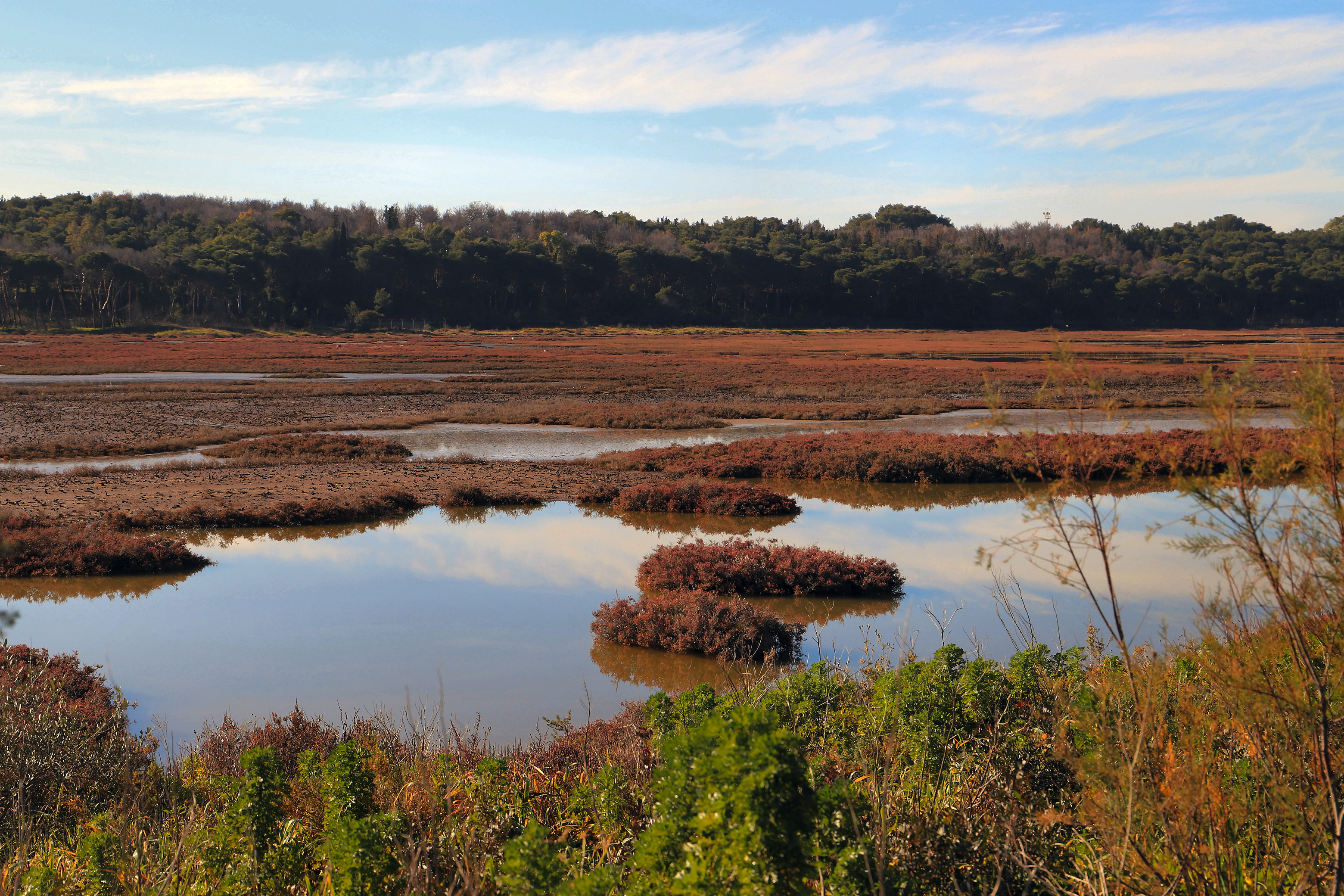
Scorcio della Palude La Vela, nei pressi del Mar Piccolo

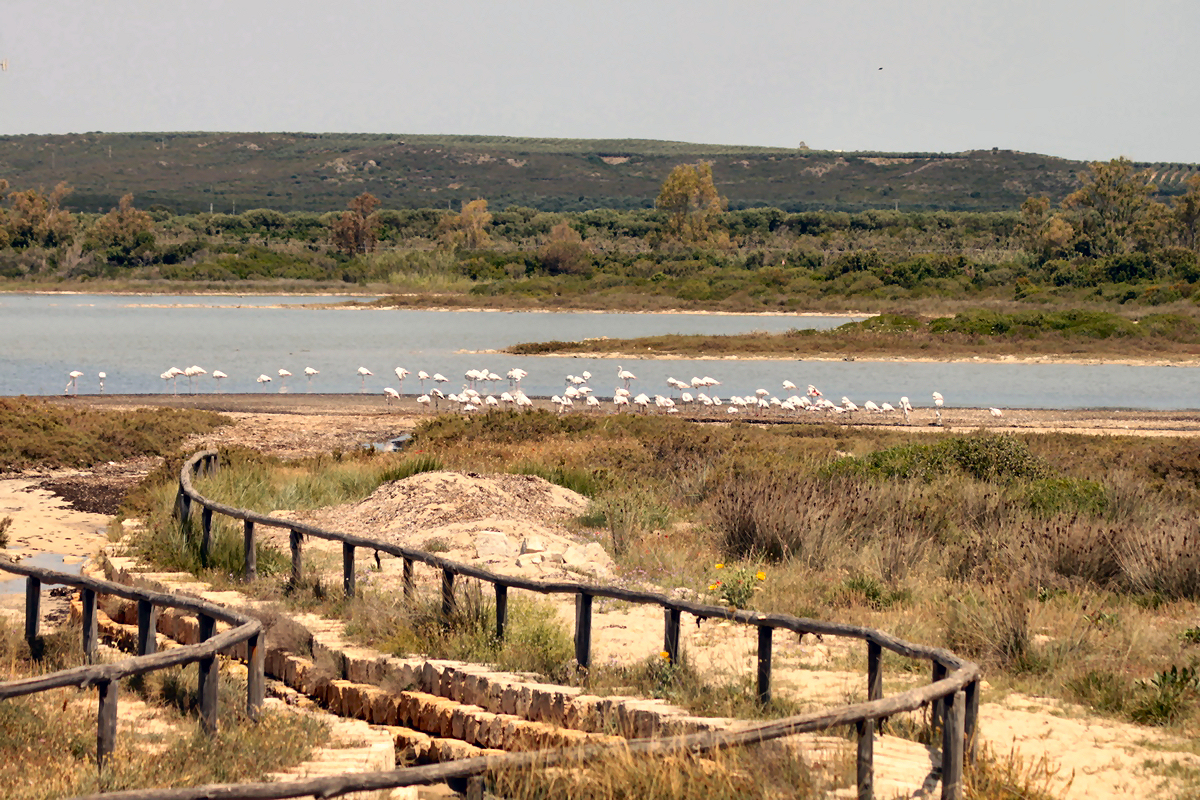
Oasi Naturale nei pressi di Torre Colimena

La provincia di Taranto, a causa di fattori quali la modesta altimetria, scarsità e irregolarità delle piogge e la natura carsica del territorio, non ha un apprezzabile sviluppo idrografico. A causa della natura carsica del territorio però, lo stesso ha sviluppato un’importante idrografia sotterranea (vedi carsismo), che in prossimità della linea litorale le acque possono emergere in risorgive carsiche. Queste possono essere sottomarine come nel caso del Mar Piccolo (i cosiddetti citri, che rendono quest’ambiente sottomarino unico) o posso dare vita a veri, seppur brevi e modesti, corsi d’acqua. I più importanti, da ovest verso est, il Lato, il Lenne, il Patemisco, il Tara, il Galeso, il Cervaro, l’Ostone, il Chidro e il Borraco.
La convergenza di caratteristiche geologiche e fattori climatici delle aree litoranee della provincia, hanno dato forma a un fenomeno diffuso dell’impaludamento stagionale, ora quasi del tutto bonificate, che durante la siccità che caratterizza la stagione estiva in queste aree, dava vita a vere e proprie saline. Le più importanti la Salina grande e piccola, ora prosciugate e quasi inglobate dal tessuto urbano della città di Taranto, le saline del Lato, all’interno della lama della Gravina di Castellaneta, e la Salina dei Monaci, nei pressi di Torre Colimena. 
Tra le zone umide rimaste ancora intatte, si segnalano la Palude La Vela, nel secondo seno del Mar Piccolo di Taranto, e quella della già citata Salina di Torre Colimena, entrambe aree naturali protette.  

### Clima
Il clima del territorio, data la sua posizione, latitudine e centralità nel mar mediterraneo, è di tipo mediterraneo, con inverni miti e piovosi ed estati calde e siccitose. Data la sua variabilità orografica, presenta però differenze significative all’interno del suo territorio.
Col crescere dell’altitudine e della distanza dal mare, il clima assume caratteri più continentali, specie sulla Murgia, dove rispetto al capoluogo, registra temperature medie più basse e precipitazioni annue maggiori. Per esempio, il capoluogo registra una temperatura media annuale di 17.4°C e una piovosità media di 596 mm annui. Martina Franca una temperatura media annuale di 15.3°C e una piovosità media di 632 mm annui. Manduria, sull’estremo versante orientale della provincia, e situata nell’entroterra, una temperatura media annuale di 17.4°C e una piovosità media annuale di 620 mm.   Nonostante ciò, il massimo di piovosità si registra in entrambi i casi nel tardo autunno, mentre il minimo a luglio.
Non rari sono i fenomeni climatici estremi che colpiscono il territorio. Le irruzioni occasionali di aria fredda continentale dai vicini Balcani possono provocare un crollo delle temperature e precipitazioni anche di carattere nevoso sulla Murgia e Valle d’Itria, che raramente possono raggiungere la costa, senza però particolari accumuli su quest’ultima. Questi fenomeni sono però di breve durata.
Più frequenti e durature le ondate di caldo, che possono aggravare ulteriormente il deficit idrico estivo della provincia, con punte anche abbondantemente sopra i 40°C e lunghi periodi siccitosi e particolarmente afosi, specie sulla costa, dove le temperature notturne spesso non scendono sotto i 25°C.  

## Storia

### Le origini
(Ambrogio Merodio, Istoria Tarentina)
Il 2 settembre 1923 venne emanato il decreto che il 21 dicembre fece divenire Taranto provincia per scorporo del circondario di Taranto dalla provincia di Lecce, in parte quale riconoscimento dell'importante ruolo che la città ricoprì sia nell'epoca antica che in quella moderna, ma soprattutto in ottemperanza del principio fascista della proiezione marittima dello Stato italiano ben rappresentato dall'Arsenale militare marittimo di Taranto. 
Fino a luglio del 1951 ebbe il nome ufficiale di Provincia dello Ionio.
Le prime elezioni provinciali furono celebrate nel 1951, al ristabilimento della democrazia amministrativa.

### Simboli
Come stemma da utilizzare si pensò all'antico emblema della città di Taranto suggerito da Pirro, intervenuto come alleato dei tarantini nella guerra contro Roma: uno scorpione con tre gigli effigiati sul dorso, reggente la corona del Principato di Taranto tra le chele. Il re dell'Epiro infatti, osservando la città dalle alture che la circondano, ebbe l'impressione che la conformazione urbana ricordasse la figura di uno scorpione. Questo stemma avrebbe funto anche da deterrente psicologico: i nemici avrebbero reputato i magno-greci pericolosi come uno scorpione.

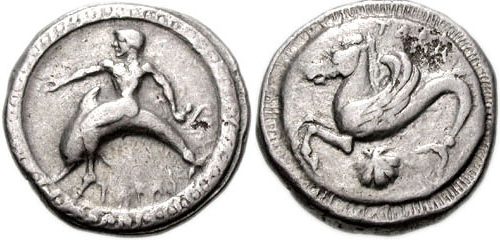
Moneta d'argento di Taranto raffigurante Taras

Fu così per oltre 17 secoli, fino a quando lo scorpione fu sostituito da uno stemma raffigurante un uomo coronato a cavallo di un delfino, con un tridente nella mano destra e con uno scudo decorato con uno scorpione nella mano sinistra. Più tardi, lo stemma cittadino fu nuovamente sostituito da un altro raffigurante un giovane nudo a cavallo di un delfino, con un tridente nella mano destra e con il braccio sinistro avvolto in una clamide, il mantello di origine greca utilizzato in battaglia. Pur trattandosi di un'immagine che si ispira a quella raffigurata sulle monete magno-greche del periodo di massimo splendore della città, l'identità del giovane non è chiara, in quanto le fonti letterarie in merito sono discordi: secondo Aristotele si tratterebbe di Taras, figlio del dio Poseidone e della ninfa Satyria; secondo Pausania invece, si tratterebbe di Falanto, il fondatore della città che secondo la tradizione sarebbe stato portato in salvo da un delfino sulla terraferma.
Come emblema della Provincia di Taranto fu invece invece scelto lo stemma con lo scorpione, concesso ufficialmente il 24 febbraio 1927 con decreto firmato da Vittorio Emanuele III e Benito Mussolini, registrato alla Corte dei Conti il giorno 11 marzo 1927, Reg. 3 Fin., foglio 347 e trascritto nel Libro araldico degli enti morali.
(R.D. 24 febbraio 1927)
Il nuovo significato non fu più quello di arma araldica destinata a intimorire gli avversari, ma segno di una continuità ideale di storia e di civiltà. L'esemplare più antico di quel blasone conservato a Taranto risale al IV secolo.
Il gonfalone è un drappo partito di azzurro e di rosso.

### Gli eventi storici
| Periodo                  | Evento storico                                                                                        | Testimonianze e tracce nel territorio |
| Neolitico                | Esistenza di civiltà preistoriche (Messapi, Tessali)                                                  | Insediamenti preistorici nelle gravine di Ginosa, Massafra, Avetrana, Laterza e Statte |
| VIII secolo a.C.         | I Parteni provenienti da Sparta fondano la città di Taranto                                           | Mura messapiche ed altri reperti a Manduria, a testimonianza della popolazione autoctona che abitava il territorio tarantino prima dei greci |
| VI-III secolo a.C.       | Taranto è il centro culturale della Magna Grecia                                                      | Colonne del Tempio dorico, necropoli, cinta muraria a Taranto. Sculture, corredi funerari, oreficerie, ceramiche esposti nel Museo Archeologico Nazionale di Taranto. Relitto di una nave greca e monoliti ellenici a Marina di Maruggio, in località Capoccia. |
| II secolo a.C.-IV secolo | Taranto è una provincia romana                                                                        | Acquedotto romano, resti della Villa imperiale in località Saturo, sarcofagi romani in località San Pietro in Bevagna, insediamenti romani a Castellaneta |
| V-IX secolo              | Invasioni da parte dei Bizantini, dei Goti, dei Longobardi e dei Saraceni                             | Insediamenti rupestri nel Borgo Antico di Taranto e a Massafra, Castellaneta, Laterza, Ginosa, Mottola, Crispiano, Statte, Grottaglie. |
| X secolo                 | I Bizantini si insediano nuovamente nel territorio. Niceforo II Foca ricostruisce la città di Taranto | Chiese rupestri bizantine a Mottola, Massafra, Lizzano e Castellaneta |
| XI secolo                | Taranto diventa un Principato con i Normanni                                                          | Basilica paleocristiana di San Cataldo a Taranto |
| XII-XIV secolo           | Dominazione degli Svevi, degli Angioini e degli Orsini                                                | Torri costiere fortificate nei territori di Grottaglie, Manduria, Maruggio, Pulsano, Lizzano. Castelli di Massafra e Pulsano |
| XV secolo                | Dominazione degli Aragonesi                                                                           | Castello Aragonese a Taranto. Castelli a Lizzano, Avetrana, Laterza, Ginosa e Roccaforzata |
| XVI-XVIII secolo         | Invasioni da parte dei francesi e dei Borboni                                                         | Architettura di scuola barocca e di scuola napoletana a Castellaneta, Massafra, Manduria, Avetrana, Martina Franca. Le masserie come aziende agricole |
| XIX-XX secolo            | Annessione al Regno delle Due Sicilie ed al Regno d'Italia. Nasce la Provincia dello Ionio            | Arsenale Militare Marittimo e IV Centro Siderurgico a Taranto. Insediamenti industriali in provincia |
| ------------------------ | --- | --- |

## Società

### Evoluzione demografica
Abitanti censiti

- I dati demografici sono calcolati a partire dal censimento 1931 perché fino al 1923 la provincia era parte di quella di Lecce.

### Etnie e minoranze straniere
Al 31 dicembre 2021, la popolazione straniera residente in provincia contava 14 770 persone , pari al 2,6% della popolazione totale residente. Queste le più numerose: 
1. Romania 4 117
2. Albania 1 508
3. Cina 888
4. Marocco 867
5. Nigeria 726
6. Senegal 490
7. Georgia 467
8. Gambia 421
9. Pakistan 374
10. Bangladesh 347

## Turismo

### Eventi
Le principali manifestazioni che si svolgono in provincia durante l'anno sono:
- S. Ciro medico e martire, festa patronale a Grottaglie (31 gennaio)
- Madonna di Lourdes, commemorazione religiosa a Pulsano (11 febbraio)
- S.S. Madonna della Scala, festa patronale a Massafra (20 febbraio e prima domenica di maggio)
- San Biagio, festa patronale ad Avetrana (28 29 30 aprile e 1º maggio)
- Passione di Gesù Cristo a Lizzano (Domenica delle Palme)
- Passio Christi a Ginosa (sabato delle Palme, Sabato Santo e replica estiva)
- Settimana Santa, a Taranto, Lizzano, Pulsano e altri paesi del tarantino (marzo o aprile)
- Carnevale di Massafra
- Fiera Pessima di Manduria
- Tavole di San Giuseppe a Lizzano e Fragagnano (18-19 marzo)
- Processione delle fascine con cavalli e Zjarr i Madhe dal 1866, San Marzano (18 marzo)
- San Giuseppe, festa patronale a San Marzano di San Giuseppe e a Faggiano (19 marzo)
- Palio di Taranto (maggio e luglio)
- San Francesco di Paola, festa del compatrono di Castellaneta (maggio)
- San Cataldo, festa patronale a Taranto (10 maggio)
- San Pasquale Baylon, festa a Lizzano (17 e 18 maggio)
- Maria SS. Mater Domini, festa patronale a Laterza (20 maggio)
- Madonna delle Grazie, festa patronale a Palagianello (31 maggio)
- Sagra delle Clementine del Golfo di Taranto a dicembre a Palagiano
- Le Strade della Musica a San Marzano di San Giuseppe (Giugno)
- San Giovanni Battista, festa patronale a Sava (24 giugno)
- Festa della Madonna del Carmine a Pulsano (15 e 16 luglio)
- Festa della Madonna del Carmine a Fragagnano (16 e 17 luglio)
- Carnevale del fegatino di Crispiano (luglio)
- Mostra della Ceramica, Castello Episcopio a Grottaglie, nel Quartiere delle ceramiche (luglio-settembre)
- Festival Internazionale del Folklore a Palagianello (luglio-agosto)
- San Giovanni Battista e San Cristoforo, festa patronale a Maruggio (13-14 luglio)
- Sagra del Vino a Carosino (luglio)
- Polso Sano, rievocazione storica della visita della Principessa di Taranto e del Re di Napoli a Pulsano con torneo di Braccio di ferro
- Festival della Valle d'Itria a Martina Franca
- Sagra da Far'nèdd' di Castellaneta (agosto)
- Jonio Jazz Festival a Faggiano (agosto)
- Sant'Emidio, festa patronale a Leporano (4-5 agosto)
- San Gaetano da Thiene, festa patronale a Monteparano e Lizzano (6-7-8 agosto)
- Sant'Antonio da Padova, festa patronale a Fragagnano (12-13 agosto)
- Segreti&sapori sagra enogastronomica e culturale con musica popolare e sperimentale a Pulsano (12 e 13 agosto)
- Agritur manifestazione enogastronomica, culturale con concerti e serate di pizzica, a Lizzano (metà agosto)
- Festa della Stella Maris a Lido Monti d'arena a Marina di Pulsano con processione a mare dei Pescatori (15 agosto)
- San Rocco, festa patronale a Palagiano (16 agosto)
- Sagra del pane e dell'arrosto di Laterza
- Settembre fragagnanese, una serie di iniziative culturali a Fragagnano (prima metà di settembre)
- San Gregorio Magno, festa patronale a Manduria (3 settembre)
- San Trifone e Madonna dei Martiri, festa patronale a Pulsano (7 e 8 settembre)
- Esaltazione della Santa Croce, festa patronale a Monteiasi (14 settembre)
- Convegno internazionale studi sulla Magna Grecia a Taranto (ottobre)
- Vergine del SS. Rosario, festa patronale a Montemesola (7 ottobre) e a Statte (7-8 ottobre)
- Madonna della Stella con la tradizionale "Tagghiarijn" a Palagiano (sabato della seconda settimana di ottobre)
- San Biagio, festa patronale ad Avetrana (28 e 29 aprile) e Carosino (12-13 ottobre)
- San Martino e Santa Comasia, festa patronale a Martina Franca (11 novembre)
- Festa del vino novello a Manduria e Lizzano (11 novembre)
- Madonna del Verde, Maruggio (21 novembre)
- Santa Cecilia, pettolate e manifestazioni varie a Taranto e Lizzano (22 novembre)
- Mostra del presepe, nel Castello Episcopio a Grottaglie nel Quartiere delle ceramiche (dicembre)
- Sagra del mandarino a Palagiano (dicembre)
- Presepe vivente a Faggiano (6 giorni tra Natale e l'Epifania)
- San Tommaso Becket, festa patronale a Mottola (29 dicembre)

## Economia
La provincia è dedita all'agricoltura, alla pesca e all'industria nei settori siderurgico, chimico, alimentare, tessile, del legno, del vetro e della ceramica.
Può vantare alcuni prodotti con certificazione DOP e IGP:
- Olio Terra d'Otranto DOP
- Olio Terre Tarentine DOP
- Clementina del Golfo di Taranto IGP

nonché vini con certificazione DOC:
- Vini DOC della provincia di Taranto

Da menzionare anche l'economia legata al turismo, che nelle località di Castellaneta Marina, Ginosa Marina e Chiatona del versante occidentale, e Pulsano, Leporano, Lizzano e Campomarino del versante orientale, è ben avviata.

## Trasporti e vie di comunicazione

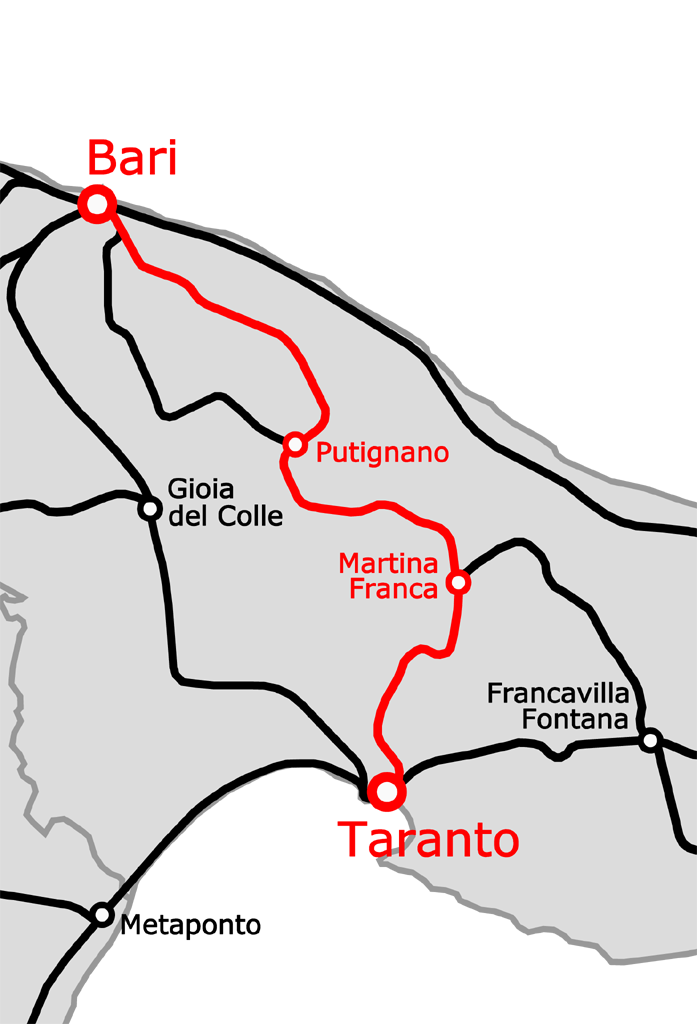
Panoramica delle linee ferroviarie che attraversano la provincia: in rosso la linea delle Ferrovie del Sud Est, in nero le Ferrovie dello Stato

### Strade
La provincia di Taranto è attraversata dall'Autostrada A14, chiamata anche Autostrada Adriatica Bologna-Taranto, oltre che da numerose strade provinciali e statali. Il capoluogo è il punto di incrocio tra le tre maggiori arterie stradali della provincia:
- la strada statale 7 Via Appia, che collega Taranto con Brindisi sul versante orientale e Matera su quello occidentale;
- la strada statale 7 ter Salentina, che unisce il capoluogo con Lecce, attraversando molti centri della provincia ionica orientale;
- la strada statale 100 di Gioia del Colle, che collega Taranto con Bari andandosi a innestare nella SS 7 all'altezza dell'abitato di Massafra;
- la strada statale 106 Jonica, che partendo da Taranto si snoda lungo la costa ionica sud-occidentale;
- la Strada statale 106 dir Jonica, che unisce la SS 106 all'altezza di Chiatona con la SS 7 all'altezza di Palagiano;
- la strada statale 172 dei Trulli, che collega Taranto con Casamassima attraversando alcuni centri abitati della Valle d'Itria.

Strada provinciale di notevole importanza per il turismo locale è la Litoranea Salentina SP 100/122, sul litorale del versante salentino della provincia, che collega il capoluogo a Santa Maria di Leuca.

### Ferrovie
Le linee ferroviarie della provincia sono cinque. Tre tratte sono gestite da RFI (di cui due fondamentali e una complementare) e due dalle Ferrovie del Sud Est:
- la linea Bari-Taranto via Gioia del Colle (RFI);
- la linea Taranto-Brindisi (RFI);
- la linea Taranto-Reggio Calabria (RFI).
- la linea Martina Franca-Lecce (FSE);
- la linea Bari-Taranto via Martina Franca (FSE);

Nella zona industriale di Taranto, vi è inoltre un raccordo ferroviario su cui transitano solo convogli merci, il quale unisce la tratta ionica (prima del P.M. Cagioni) con quella che porta a Bari (prima della stazione Bellavista).
La stazione ferroviaria principale della provincia è quella di Taranto, collegamento e baricentro delle principali direttrici; è anche l'unica della provincia in cui si può effettuare un interscambio tra le Ferrovie del Sud Est e le Ferrovie dello Stato.
La stazione di Martina Franca è un importante nodo di scambio delle FSE tra le linee Martina Franca-Lecce e Bari-Taranto.

### Porti

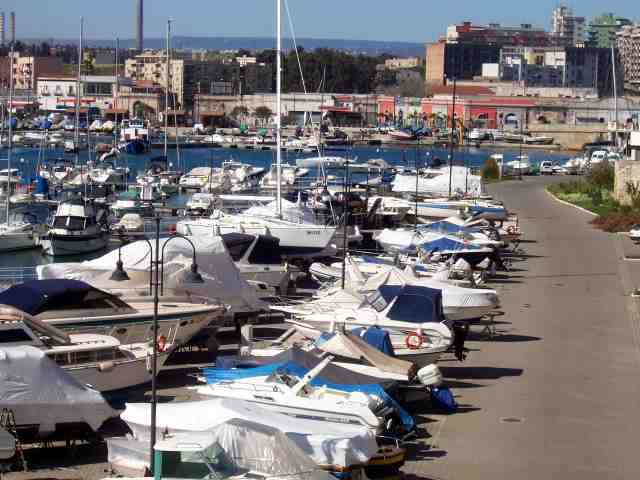
Il porto turistico di Taranto

Il porto principale della provincia è quello di Taranto: militare, mercantile, peschereccio e turistico.
Il porto mercantile di Taranto è secondo in Italia per traffico di merci. L'installazione più recente è costituita dal terminal container ubicato sul molo polisettoriale, una struttura modernissima completa di sistemi telematici e torre di controllo, con una capacità di stoccaggio e movimentazione merci di circa 2 000 000 di TEU/anno.
L'unico altro porto turistico della provincia è quello di Campomarino.

## Infrastrutture e trasporti

### Aeroporti

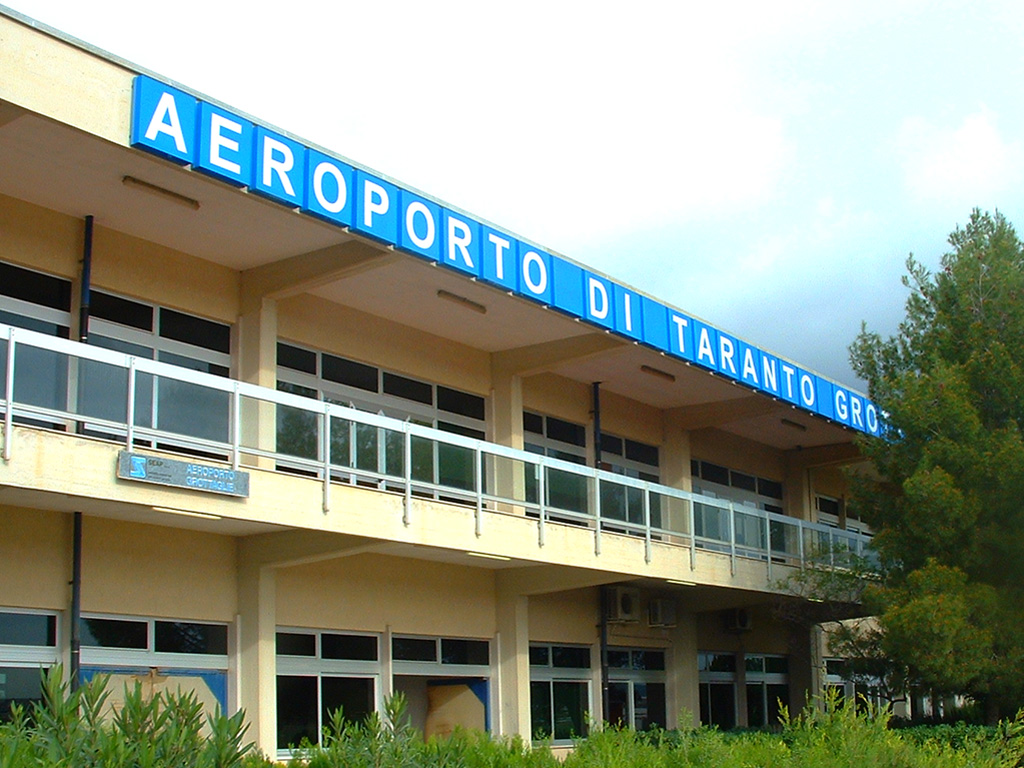
L'esterno dell'aeroporto di Taranto

L'aeroporto di Taranto "Marcello Arlotta" attualmente non effettua collegamenti passeggeri (benché lo abbia fatto in precedenza), ma è adibito come scalo merci e a uso militare (da parte della Marina Militare Italiana).
Gli aeroporti civili con scali passeggeri più vicini alla provincia ionica sono due:
- l'aeroporto di Bari ("Karol Wojtyla");
- l'aeroporto di Brindisi ("Salento").

Un servizio navetta permette il collegamento del capoluogo ionico (dal terminale autobus del porto mercantile) con i due aeroporti.
La struttura è gestita dalla Aeroporti di Puglia S.p.A., ed è parte del sistema aeroportuale pugliese con gli scali "Karol Wojtyla" di Bari, "Gino Lisa" di Foggia e "Antonio Papola" (o "Aeroporto del Salento") di Brindisi.

## Comuni
Appartengono alla provincia di Taranto i seguenti 29 comuni:
- Avetrana
- Carosino
- Castellaneta
- Crispiano
- Faggiano
- Fragagnano
- Ginosa
- Grottaglie
- Laterza
- Leporano
- Lizzano
- Manduria
- Martina Franca
- Maruggio
- Massafra
- Monteiasi
- Montemesola
- Monteparano
- Mottola
- Palagianello
- Palagiano
- Pulsano
- Roccaforzata
- San Giorgio Ionico
- San Marzano di San Giuseppe
- Sava
- Statte
- Taranto
- Torricella

### Altri enti locali
Il territorio ionico è amministrato anche da enti sovracomunali come le unioni di comuni e gli enti parco:
| Denominazione                                | Comuni interessati | Sede amministrativa | Sito istituzionale                                                                                              |
| -------------------------------------------- | --- | ------------------- | --- |
| Parco Regionale "Terra delle Gravine"        | Castellaneta, Crispiano, Ginosa, Grottaglie, Laterza, Martina Franca, Massafra, Montemesola, Mottola, Palagianello, Palagiano, San Marzano di San Giuseppe, Statte (e Villa Castelli, in Provincia di Brindisi) | Taranto             | Parco Naturale Regionale Terra delle Gravine, su parcoterradellegravine.it.                                     |
| Unione dei comuni di Montedoro               | Carosino, Faggiano, Monteiasi, Montemesola, Monteparano, Roccaforzata, San Giorgio Ionico, San Marzano di San Giuseppe e Sava.                                                                                  | Faggiano            | Unione dei comuni di Montedoro, su montedoro.ta.it.                                                             |
| Unione di comuni "Terre del Mare e del Sole" | Avetrana, Fragagnano, Leporano, Lizzano, Maruggio, Pulsano, Torricella. | Maruggio            | Unione dei comuni "Terre del Mare e del Sole", su unioneterremaresole.ta.it.                                    |
| Unione dei comuni "Terra delle Gravine"      | Massafra, Statte, Crispiano | Massafra            | Unione dei comuni Terra delle Gravine, su unionedeicomuniterradellegravine.it. URL consultato l'11 agosto 2024. |

Fino al 2009 esisteva anche la Comunità Montana della Murgia Tarantina, comprendente i comuni di Castellaneta, Crispiano, Ginosa, Laterza, Massafra, Montemesola, Mottola, Palagianello, Palagiano, con sede amministrativa nel comune di Mottola.

### Elenco comuni per popolazione

Gonfalone provinciale

I dati demografici sono aggiornati al 31 maggio 2025.
| Posizione | Stemma | Città                       | Popolazione (ab.) | Superficie (km2) | Densità (ab./km²) |
| --------- | ------ | --------------------------- | ----------------- | ---------------- | ----------------- |
| 1º        |        | Taranto                     | 185.405           | 249,86           | 744,31            |
| 2º        |        | Martina Franca              | 46.666            | 298,72           | 156,47            |
| 3º        |        | Massafra                    | 31.757            | 125,00           | 254,59            |
| 4º        |        | Grottaglie                  | 30.055            | 102,12           | 295,68            |
| 5º        |        | Manduria                    | 29.546            | 180,41           | 164,37            |
| 6º        |        | Ginosa                      | 21.689            | 188,49           | 115,30            |
| 7º        |        | Castellaneta                | 15.842            | 242,32           | 65,72             |
| 8º        |        | Palagiano                   | 15.665            | 69,97            | 224,29            |
| 9°        |        | Mottola                     | 15.091            | 213,96           | 70,74             |
| 10º       |        | Sava                        | 15.087            | 44,57            | 340,54            |
| 11º       |        | Laterza                     | 14.648            | 161,17           | 91,33             |
| 12º       |        | San Giorgio Ionico          | 13.903            | 23,56            | 593,16            |
| 13º       |        | Crispiano                   | 12.885            | 112,3            | 115,28            |
| 14º       |        | Statte                      | 12.556            | 67,32            | 187,75            |
| 15º       |        | Pulsano                     | 11.101            | 17,27            | 647,53            |
| 16º       |        | Lizzano                     | 9.432             | 47,18            | 200,99            |
| 17º       |        | San Marzano di San Giuseppe | 8.831             | 19,19            | 460,29            |
| 18º       |        | Leporano                    | 8.193             | 15,33            | 532,61            |
| 19º       |        | Palagianello                | 7.454             | 43,86            | 170,72            |
| 20º       |        | Carosino                    | 6.394             | 10,93            | 590,85            |
| 21º       |        | Avetrana                    | 6.139             | 73,23            | 84,24             |
| 22º       |        | Monteiasi                   | 5.196             | 9,81             | 532,21            |
| 23º       |        | Maruggio                    | 5.171             | 49,07            | 105,78            |
| 24º       |        | Fragagnano                  | 4.900             | 22,41            | 220,03            |
| 25º       |        | Torricella                  | 4.080             | 26,93            | 151,57            |
| 26º       |        | Montemesola                 | 3.457             | 16,43            | 211,38            |
| 27º       |        | Faggiano                    | 3.367             | 21,06            | 160,82            |
| 28º       |        | Monteparano                 | 2.247             | 3,85             | 588,05            |
| 29º       |        | Roccaforzata                | 1.747             | 6,15             | 285,52            |
| TOTALE    | TOTALE | TOTALE                      | 548.504           | 2.467,35         | 223,08            |

## Luoghi di interesse naturale e artistico

### Luoghi di interesse naturale

#### Gravine
- Gravina di Ginosa, una profonda incisione erosiva simile a un canyon formatasi per effetto delle acque meteoriche che per millenni ne hanno scavato il percorso. Si estende per 10 km e circonda a ferro di cavallo l'intero centro abitato di Ginosa. Al suo interno sono presenti i due villaggi rupestri, il casale e il rione Rivolta. Fa parte dell'area delle Gravine.
- Gravina di Palagianello, il terzo canyon più grande del Parco Terra delle Gravine.
- Gravina di Castellaneta, appartiene sempre al Parco Terra delle Gravine. Si estende per una decina di chilometri e raggiunge una profondità massima di 145 metri e un'ampiezza massima di 300 metri. Lungo il suo percorso è possibile trovare resti di insediamenti rupestri.
- Gravina di Laterza, è la più grande gravina del Parco, e seconda in Europa. Si estende per 12 km, e raggiunge i 200 metri di profondità massima e i 400 metri di ampiezza. Al suo interno è presente l'Oasi Gravina di Laterza della LIPU, che ospita numerose specie di volatili. Le profonde fratturazioni della roccia causate dal torrente che vi scorre in fondo ha dato forma a suggestive grotte e pinnacoli.
- Parco naturale Terra delle Gravine, area naturale istituita nel 2005 dalla regione Puglia allo scopo di tutelare fauna e patrimonio paesaggistico. Si estende tra le province di Taranto e Brindisi.

#### Dune
- Dune di Campomarino, complesso di dune presenti nel territorio comunale di Maruggio, sul litorale salentino della provincia. Si estendono per 41 ettari e alcune di esse raggiungono i 12 metri di altezza. Su di esse si sviluppa una rigogliosa macchia mediterranea. Da pochi anni è diventato sito di interesse comunitario e ospita il Parco delle dune di Campomarino.
- Sistema dunale di Lizzano, complesso di dune presenti nel comune di Lizzano, sul litorale salentino della provincia.

#### Fiumi
- Chidro, alimentato dalle acque di falda, nasce da un laghetto a poca distanza dal mare e sfocia nella località balneare di San Pietro In Bevagna.
- Borraco, o Burracu in dialetto locale, ha origine da due fonti distinte, precisamente da due risorgive, nel comune di Manduria e dopo un percorso di 800 metri sfocia presso Torre Borraco.
- Ostone, li Cupi o lu Stoni in dialetto salentino, scorre interamente nel territorio di Lizzano. Ricca è la fauna e la flora ai suoi bordi. Nei dintorni sono stati rinvenuti enormi quantitativi di reperti archeologici.
- Cervaro, importante risorgiva del secondo seno del mar Piccolo di Taranto, nasce a poche centinaia di metri dal mare nei pressi dell'antico convento dei Battendieri.
- Galeso, fiume di origine carsica che sfocia nel primo seno del Mar Piccolo. È tra i fiumi più piccoli del mondo con i suoi 900 metri di lunghezza. Sulle sue rive in età classica sorgeva il quartiere Ebalia. Nel 1169 Riccardo da Taranto, fece edificare l'Abbazia di Santa Maria del Galeso.
- Tara, nasce da due rami e le sue acque sono considerate benefiche dai tarantini e il 1º settembre si celebra la Madonna del fiume Tara.
- Patemisco, tipica manifestazione del fenomeno carsico delle Murge.
- Lenne, appartenente al territorio di Palagiano, grosso corso d'acqua che sfocia nella spiaggia di Pino di Lenne, nella Riserva naturale Stornara.
- Lato, lungo 5 km, ha origine al termine della Gravina di Laterza, raccogliendo le sue acque dalla gravina. Alla sua foce è situata la Torre Lato, costruita per difendere la costa dalle incursioni saracene.
- Galaso, torrente sito a Marina di Ginosa la cui foce funge da porto-canale. Ha piene rovinose, come quella del 2011.

#### Riserve naturali e paludi
- Riserva naturale Stornara
- Salina Monaci di Torre Colimena
- Oasi Palude La Vela
- Riserva naturale Murge Orientali
- Riserva Naturale del Bosco delle Pianelle
- Palude del Conte
- Palude Mascia

#### Altri siti
- Santuario Rupestre con grotte Madonna delle Grazie a San Marzano
- Parco archeologico di Torre Castelluccia
- Resti del villaggio paleolitico in contrada san Biagio a Pulsano
- "Le Tagghjate", complesso di antiche grotte e cave tufacee a San Giorgio Ionico

### Luoghi di interesse artistico
- Duomo di San Cataldo a Taranto
- San Domenico Maggiore a Taranto
- Concattedrale a Taranto
- Castello Aragonese a Taranto
- Palazzo Ducale a Martina Franca
- Chiesa Madre a Manduria

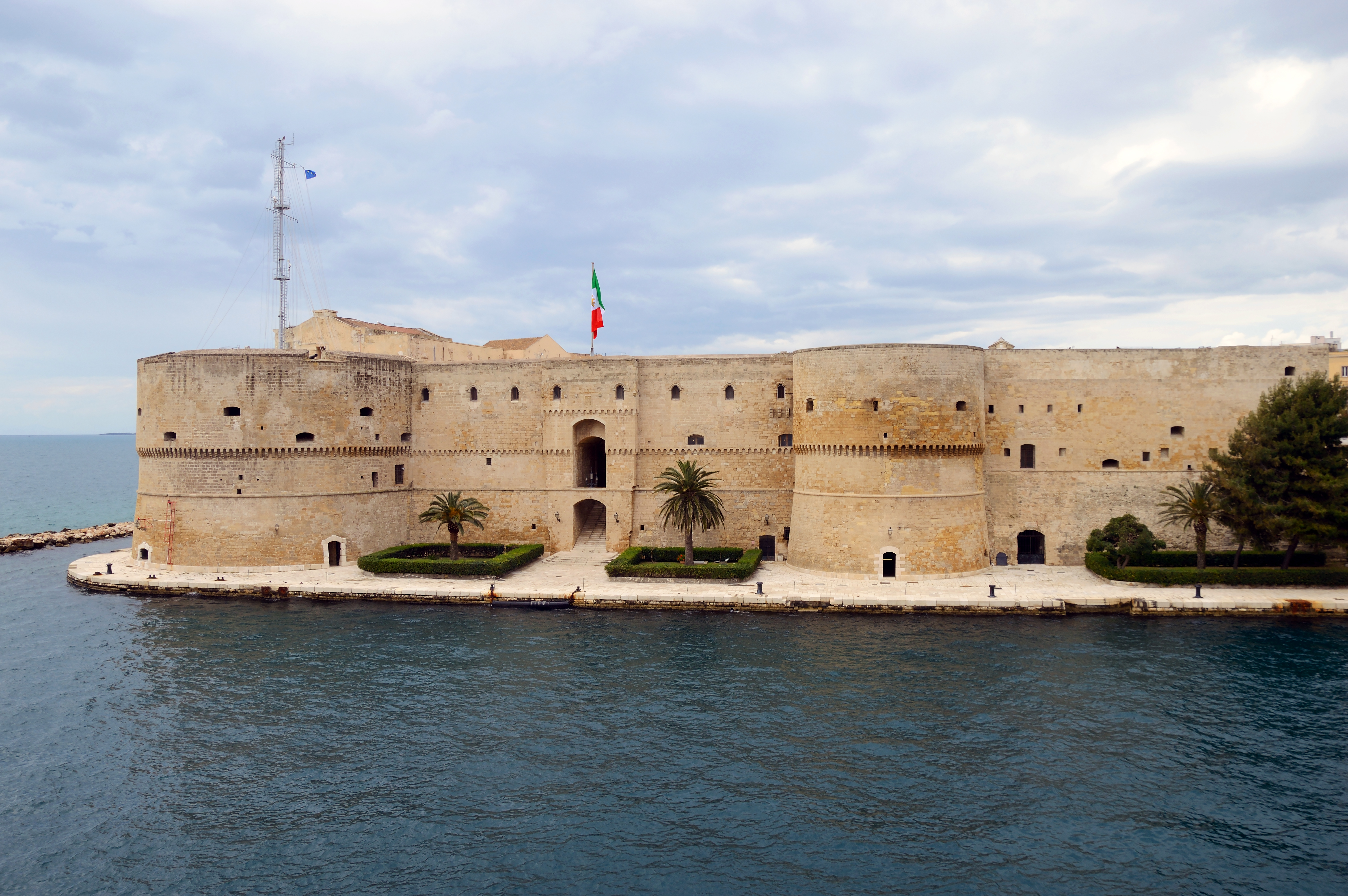
Castello aragonese di Taranto

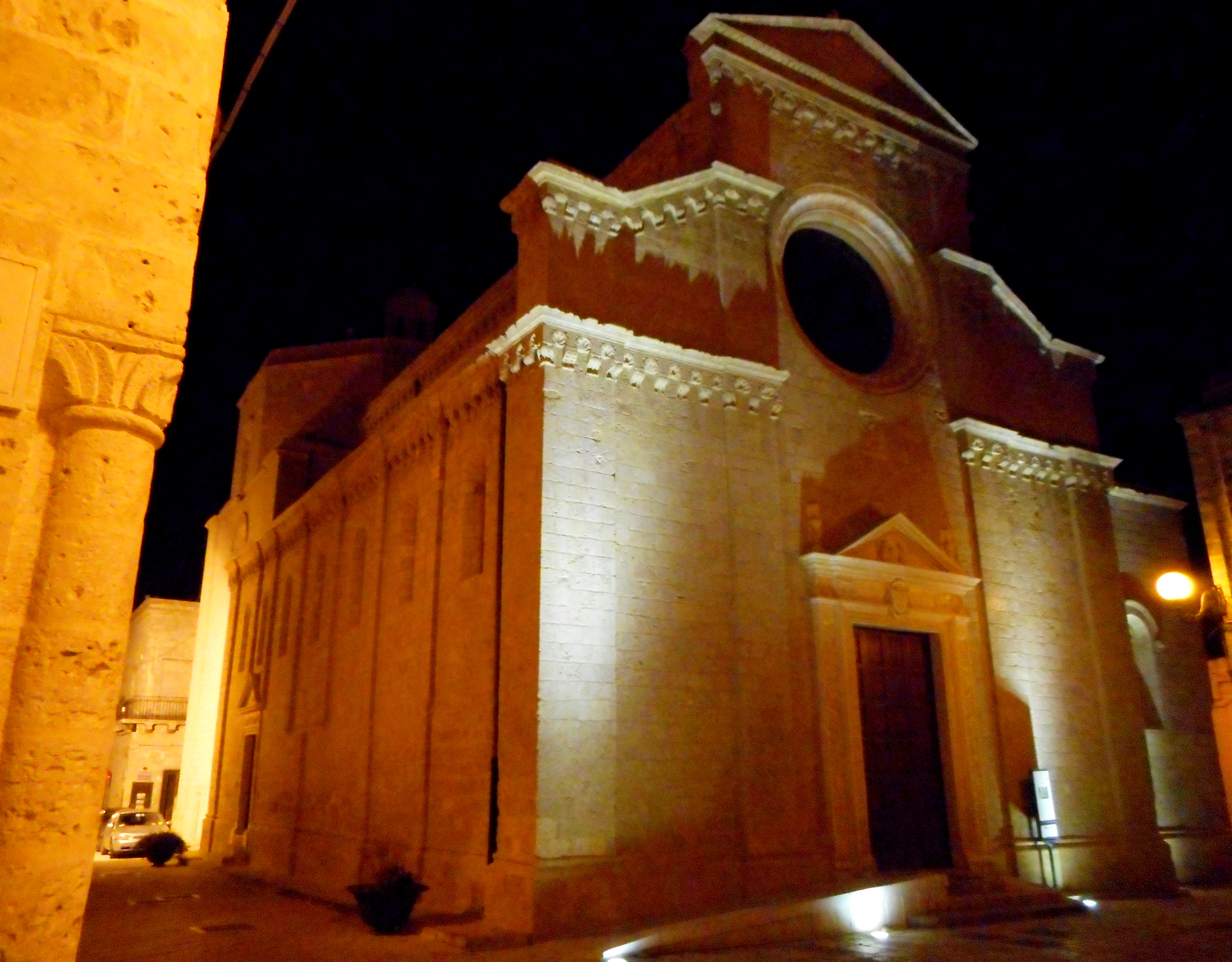
Chiesa madre di Maruggio

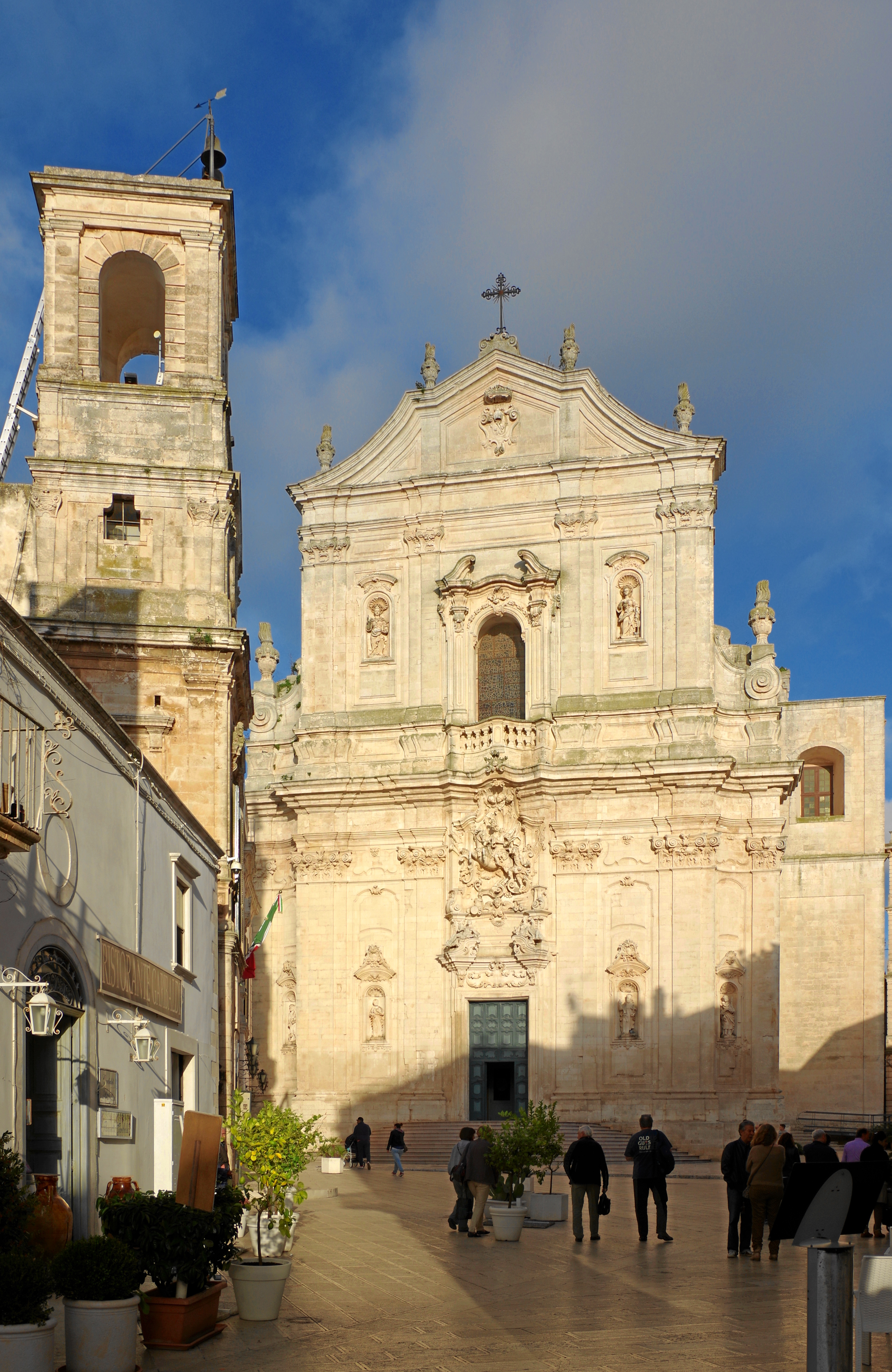
Basilica di San Martino (Martina Franca)

- Palazzo Imperiali-Filotico a Manduria
- Chiesa Madre a Avetrana
- Castello ad Avetrana
- Castello a Torricella
- Castello de Falconibus a Pulsano
- Torre Castelluccia a Pulsano
- Riproduzione fedele della Grotta di Lourdes Pulsano
- Pontificia Basilica Minore di S. Maria La Nova in Pulsano
- Chiesa del Carmine Pulsano, scultura del cristo morto di G. Pagano, allievo di Giuseppe Sanmartino
- Mulino Scoppetta, l'unico esempio in Italia di mulino a cilindro a Pulsano
- Frantoio Ipogeo della Scorcora a pulsano
- Spiaggia del Serrone Pulsano, resti dell'ex porto di età magno greca
- Largo di Lido Silvana Pulsano, resti di una nave romana
- Promontorio di Torre Castelluccia a Pulsano, resti di un mammut
- Chiesa rupestre del Santissimo Crocifisso Pulsano
- Chiesetta del pescatore Pulsano
- Castello Muscettola a Leporano
- Chiesa Madre a Maruggio
- Convento a Maruggio
- Palazzo dei Commendatori a Maruggio
- Torre dell'orologio a Lizzano
- Convento San Pasquale Baylon a Lizzano
- Chiesa e cripta bizantina dell'Annunziata, Lizzano
- Centro storico e chiese del centro storico a Lizzano
- Palazzo Marchesale a Lizzano
- Chiesa Madre a Sava
- Chiesa di San Francesco a Sava
- Palazzo Baronale a Sava
- Chiesa di San Domenico a Castellaneta
- Chiesa Madre a Grottaglie
- Castello Episcopio a Grottaglie
- Castello di Massafra
- Chiesa Madre a Mottola
- Chiesa Madre a Fragagnano
- Chiesa Madre a San Giorgio Ionico
- Castello d'Ayala a San Giorgio Ionico
- Santuario Madonna delle Grazie San Marzano di San Giuseppe
- Castello d'Ayala a Monteparano
- Castello di Ginosa
- Castello a Palagianello
- Villaggio rupestre a Palagianello
- Habitat rupestre a Mottola
- San Marzano, monumenti e cultura Arbereshe
- Basilica di San Martino, su basilicadisanmartino.it. URL consultato il 28 luglio 2019 (archiviato dall'url originale il 14 marzo 2016). a Martina Franca
- Trulli della Valle d'Itria
- Trulli salentini
- Torri costiere

## Sport
Taranto è la più grande città d'Italia a non aver mai avuto una squadra militante in Serie A. Il Taranto Football Club 1927 in compenso vantava 32 partecipazioni al campionato cadetto di Serie B; attualmente militava in Serie C.
La seconda squadra della provincia è la Associazione Sportiva Dilettantistica Martina Calcio 1947, milita nel girone H del campionato di Serie D.

### Impianti sportivi
I principali impianti sportivi della provincia di Taranto sono:
- Stadio Erasmo Iacovone di Taranto (27 584, omologato per 12 194)
- Stadio Giuseppe Domenico Tursi di Martina Franca (5 500)
- Stadio comunale Teresa Miani di Ginosa (3 000)
- Stadio comunale Atlantico D'Amuri di Grottaglie (2 000)
- Stadio comunale Madonna delle Grazie di Laterza (1 500)
- Stadio comunale Nino Dimitri di Manduria (1 300)
- Stadio comunale Giovanni Debellis di Castellaneta (1 300)
- Stadio comunale "Italia" di Massafra (1 000)